# Оптрон
Оптронът е електронен компонент (на английски език opto-isolator) служещ да предаде електрически сигнал между две галванично изолирани вериги използвайки светлина. Оптронът възпрепятства образуването на пренапрежение в приемащата сигнала система. Съвременните оптрони могат да издържат на 10 киловолта напрежение и скорост на изменяне до 10 кВ/μс. Най-често се състоят от източник на светлина (светодиод) и фототранзистор монтирани в един корпус. Оптроните основно се използват за предаване на цифрови сигнали (включено/изключено). Има еднопосочност на потока на информация, липса на смущения в оптичния канал при въздействие на магнитни полета. Също оптронът има широка честотна лента на пропускане. Оптроните намират голямо приложение в медицинската електроника. Използва се и в импулсните захранвания, като се свърэва между шим контролера и генератора на импулси.